# Tribounia
Tribounia, novi rod gesnerijevki iz podtribusa Didissandrinae, dio tribusa Trichosporeae. Opisan je 2012. godine. 

## Opis
U rod su uključene dvije vrste, , obje endemi iz Tajlanda. Opis Tribounije s njezine dvije vrste dio je tekućeg taksonomskog rada na Gesneriaceae za floru Tajlanda koji je već otkrio mnoge vrste nove za znanost (Middleton & Triboun, 2010., 2012.; Triboun & Middleton, 2010., u tisku). Obje vrste Tribounia nalaze se na krškom vapnencu, staništu koje je prilično veliko u Tajlandu i drugim dijelovima jugoistočne Azije i sadrži veliki broj lokalno endemičnih vrsta Gesneriaceae. Visoka razina lokalnog endemizma i prijetnje krškom vapnencu, osobito od cementne industrije (Clements i sur., 2006.), znače da su mnoge vrste Gesneriaceae, uključujući Tribounia grandiflora, ozbiljno ugrožene.

## Vrste
1. Tribounia grandiflora D.J.Middleton
2. Tribounia venosa (Barnett) D.J.Middleton